# Nino Celeste
Nino Celeste (Messina, 7 aprile 1902 – ...) è stato un calciatore italiano, di ruolo centrocampista o attaccante.

## Carriera
Nel 1924-1925 ha disputato una partita con l'Unione Sportiva Messinese in Prima Divisione, proveniente in prestito dalla Unione Sportiva Peloro. È sceso in campo in occasione di Liberty Bari-U.S. Messinese, valevole per la terza giornata delle Semifinali di Lega.